# Шатобриан (фильм)
Шатобриан (фр. Chateaubriand) — французский исторический фильм 2010 года выпуска.

## Сюжет
Фильм основан на реальных событиях жизни известного французского литератора и политического деятеля Франсуа Рене де Шатобриана.
Франция конца XVIII века. Юный Франсуа проводит безрадостные детские дни в собственном провинциальном родовом замке. Опасаясь угрозы революции, взрослый Шатобриан уезжает в Америку; а вернувшись через год, обнаруживает полную смену политической системы и идеологических представлений в своей стране. Он становится солдатом роялистской армии, а вскоре после этого — поступает на службу в правительство. Но его главное призвание — литература; именно как литератор он и войдёт в мировую историю.

## Показ
Лента была отснята по заказу французского телеканала «France 2»; премьера была показана 28 апреля 2010 года. В России впервые показана на телеканале «Россия К» («Культура») в рубрике «Тайны гениев».

## Роли
- Фредерик Дифенталь — Шатобриан
  - Дэнни Мартинес — Шатобриан в девятилетнем возрасте
- Армель Дойч — Люси
  - Лу Леви — Люси в тринадцатилетнем возрасте
- Аннелиз Эм — Жюли Рекамье
- Изабель Танакиль — мать Шатобриана
- Тьерри Анси — Фонтане
- Энн Ричард — Анна де Сталь
- Джеффри Бейтман — Джордж Вашингтон